# Leptosphaeria avicenniae
Leptosphaeria avicenniae är en svampart som beskrevs av Kohlm. & E. Kohlm. 1965. Leptosphaeria avicenniae ingår i släktet Leptosphaeria och familjen Leptosphaeriaceae.   Inga underarter finns listade i Catalogue of Life.